# Aeroporto José Aponte de la Torre
O Aeroporto José Aponte de la Torre  (IATA: NRR, ICAO: TJRV, FAA LID: RVR) é um aeroporto de uso público de propriedade da Autoridade portuária de Porto Rico e localizado 2,3 mi (3,7 km) a partir de Ceiba, uma cidade costeira em Porto Rico. Ele está incluído no Plano Nacional Integrado de Sistemas de Aeroporto  para 2011-2015, que categoriza como um aeroporto de aviação geral. O aeroporto também oferece serviço regular de passageiros através de três linhas aéreas comerciais, para as ilhas de Vieques e Culebra, Porto Rico.
O aeroporto foi inaugurado em novembro de 2008 no local da antiga Estação Naval Roosevelt Roads, em substituição ao Aeroporto Diego Jiménez Torres (IATA: FAJ, ICAO: TJFA, FAA LID: X95) em Fajardo. O aeroporto está sendo usado como um local de testes para o Google Loon, um projeto para fornecer internet de alta velocidade usando balões de ar quente..

## Instalações
O Aeroporto José Aponte de la Torre ocupa uma área de 1.646 acres (666 ha) a uma elevação de 12 m (38 pés) acima do nível médio do mar. Possui uma pista de operação designada 7/25 com superfície de asfalto e concreto medindo 11.000 pés × 150 pés (3.353 m × 46 m). Há também uma pista fechada designada 18/36 que mede 1.700 m × 30 m (1.768 m × 30 m).
O San Juan VORTAC (Ident: SJU) está localizado a 23,1 milhas náuticas (26,6 mi; 42,8 km) oeste-noroeste do aeroporto. O Roosevelt Roads TACAN (Ident: NRR) está localizado no local.
A American Airlines doou um MD-82 para a escola de mecânica do Instituto de Manutenção Aeronáutica de Porto Rico (PRAMI) localizada no aeroporto. Aqui estão as fotos da American Airlines MD-82, que fica na pista fechada 18/36. 

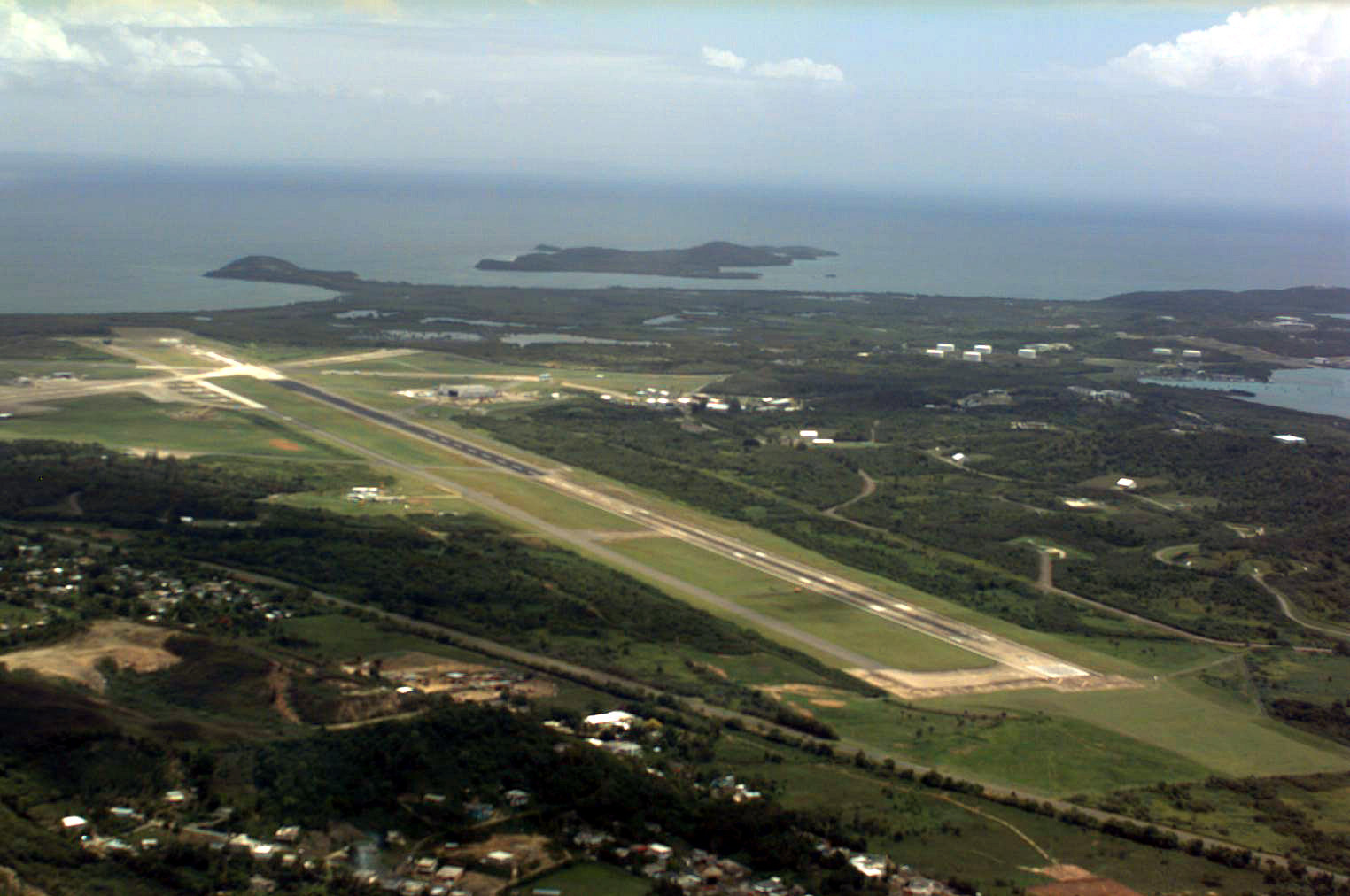
Vista aérea da antiga Estação Aérea Naval de Roosevelt Roads, 1994.